# Popocatepetl
Popocatépetl, uneori numit El Popo sau Don Goyo, împreună cu așa numitul frate mai mic vulcanul Iztaccíhuatl, cu 5.286 m, alcătuiesc vulcanii gemeni din Mexic.
La înălțimea de 5.462 m, Popokatepetl este cel de-al doilea vulcan ca înălțime în America de Nord, iar în Mexic al doilea munte după Pico de Orizaba. Ultima sa erupție a avut loc la 21 decembrie 1994, după o pauză de circa 50 de ani.  În limba nativă a aztecilor, traducerea denumirii vulcanului înseamnă „muntele care fumegă“.

## Legenda vulcanului
După o legendă aztecă, vulcanul a fost soldat în slujba regelui, care se îndrăgostește de prințesa Iztaccíhuatl.
Popocatépetl nu se mai reîntoarce dintr-o incursiune militară, Iztaccíhuatl se sinucide, crezându-l căzut pe câmpul de luptă. Reîntors victorios din incursiune găsește corpul neînsuflețit al iubitei sale. În durerea lui așază corpul iubitei sale pe un munte și veghează lângă ea cu o făclie fumegândă.

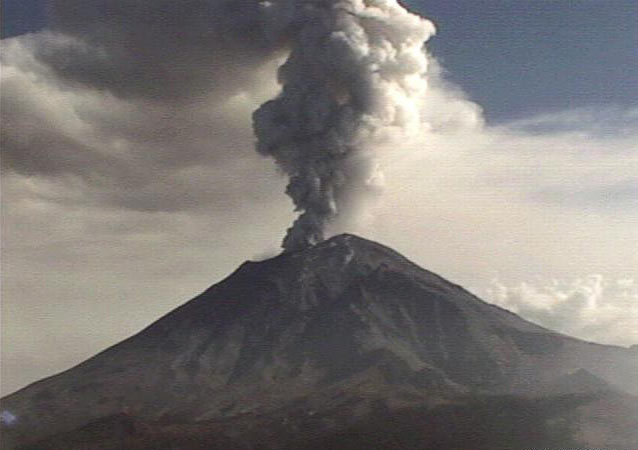
Decembrie 2000
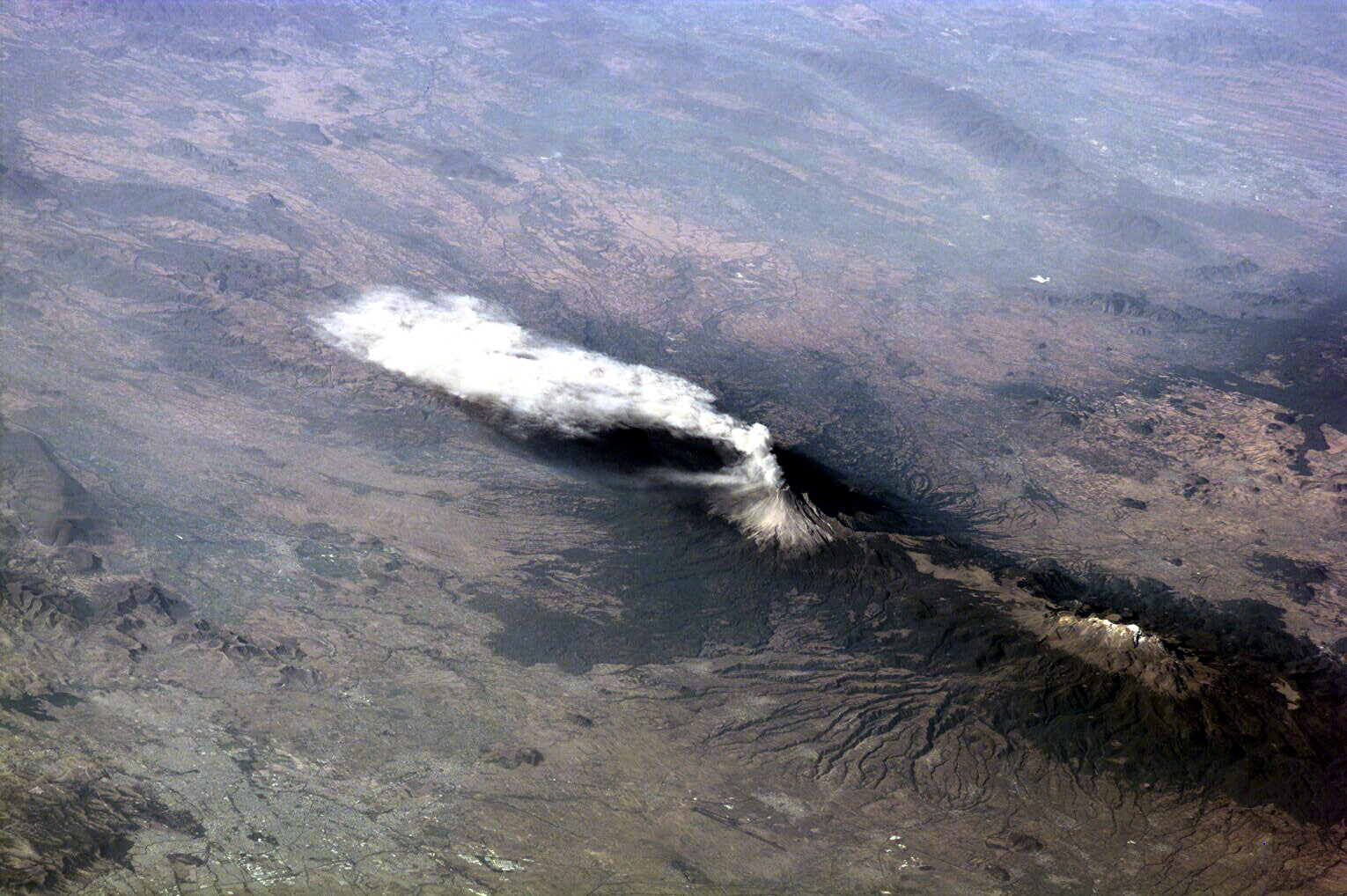
Vedere din satelit